# Simulium zempoalense
Simulium zempoalense es una especie de insecto del género Simulium, familia Simuliidae, orden Diptera.

## Distribución
Se distribuye por México.

## Taxonomía
Fue descrita científicamente por Vargas, Palacios & Najera, 1946.